# Zvezdne steze: Discovery
Zvezdne steze: Discovery je ameriška znanstvenofantastična televizijska serija. Discovery se dogaja po Zvezdne steze: Enterprise in deset let pred Zvezdne steze: Prva nanizanka. Prvi dve epizodi The Vulcan Hello in Battle at the Binary Stars predstavljata zgodbo o tem, kako posadka USS Shenzhou naleti na neznan objekt. Ko se izkaže, da je klingonskega izvora, se začne spopad.
Discovery je opazna ker Micheal Burnham je prvega afro-američana ženska v poveljniški vlogi v Zvezdnih stezah, in Stamets je prvi glavni gejevski lik.

## Citiranje
1. ↑  http://www.ew.com/article/2016/08/10/star-trek-tv-series/
2. ↑  http://ew.com/tv/2017/07/17/star-trek-discovery-klingons-photo/
3. ↑  https://www.pinknews.co.uk/2017/09/20/star-trek-discovery-stars-open-up-about-shows-groundbreaking-gay-relationship/